# Ryōtarō Shiba
Ryōtarō Shiba (Osaka, 7 de agosto de 1923 - 12 de febrero de 1996) fue un novelista japonés, seudónimo con el que se conoce a Teiichi Fukuda.

## Biografía
Shiba es el nombre con el que se conoce al escritor y periodista Teiichi Fukuda. Licenciado en Mongol en la Escuela de Lenguas Extranjeras de Osaka (actual Universidad de Estudios Extranjeros de Osaka) en Japón y periodista del diario Sankei Shimbun. 
Sus obras han influido en la sociedad y han ayudado a difundir la imagen de su país en el exterior, un país del que poco se ha sabido en Occidente hasta hace bien poco. En un país como Japón que está entre  los que más  venden del mundo periódicos, libros y cómics, es uno de los más leídos desde siempre. Para Shiba, lo más importante de sus novelas y de la propia Historia son las personas que la forman ya que cualquiera que tuviera coraje, espíritu y orgullo de pertenecer a la Humanidad podía tener un lugar en la Historia, en sus propias palabras.
Las novelas de Shiba Ryōtarō, trasladan al lector a un Japón desconocido que su pluma rescató incluso del olvido de su propio pueblo. Siempre en contra de la teoría del materialismo dialéctico para interpretar la Historia, en la que no existe la dualidad “héroe-villanos”, Shiba demuestra que el lector tiene que formarse un propio juicio de la Historia sin considerar su obra como punto de referencia.

## Obras destacadas
- Fukurō no shiro (El castillo de los búhos), galardonada con el premio Naoki en 1960.
- Zeiroku Bushidō (El código de los samurái, 1960).
- Fūjin no mon (El portón del dios de los vientos, 1962).
- Ryōma ga yuku (Ryôma no se detiene, 1963-1966), con la que aumentó su prestigio.
- Saigo no shōgun (El último shōgun, Tokugawa Yoshinobu, 1967).
- Nanban no michi (Viaje al país de los bárbaros, 1984), que forma parte de la serie de relatos de viaje Kaidō o yuku (Viajes por la carretera, 1971-1996).
- Kūkai no fūkei (Paisaje del maestro budista Kūkai, 1973-1975).

## Links
(Shiba Ryotaro Memorial Museum) https://web.archive.org/web/20090618031921/http://shibazaidan.or.jp/00info/english.html
- Datos: Q1087887
- Multimedia: Shiba Ryotaro / Q1087887